# Utica (Ohio)
Utica es una villa ubicada en el condado de Licking en el estado estadounidense de Ohio. En el Censo de 2010 tenía una población de 2132 habitantes y una densidad poblacional de 482,23 personas por km².

## Geografía
Utica se encuentra ubicada en las coordenadas 40°14′14″N 82°26′27″O / 40.23722, -82.44083. Según la Oficina del Censo de los Estados Unidos, Utica tiene una superficie total de 4.42 km², de la cual 4.38 km² corresponden a tierra firme y (0.94%) 0.04 km² es agua.

## Demografía
Según el censo de 2010, había 2132 personas residiendo en Utica. La densidad de población era de 482,23 hab./km². De los 2132 habitantes, Utica estaba compuesto por el 97.7% blancos, el 0.52% eran afroamericanos, el 0.14% eran amerindios, el 0.19% eran asiáticos, el 0.09% eran isleños del Pacífico, el 0.14% eran de otras razas y el 1.22% pertenecían a dos o más razas. Del total de la población el 0.94% eran hispanos o latinos de cualquier raza.